# Устье (Западнодвинский район)
Устье — деревня в Западнодвинском районе Тверской области. Входит в состав Бенецкого сельского поселения.

## История
На топографической карте Фёдора Шуберта 1861—1901 годов обозначена деревня Устье. Имела 5 дворов.
В списке населённых мест Торопецкого уезда Псковской губернии за 1885 год значится деревня Устье (№ 12552). Располагалась при реке Торопе в 61 версте от уездного города. Имела 2 двора и 16 жителей.
На карте РККА 1923—1941 годов обозначена деревня Устье. Имела 14 дворов.
До 2005 года деревня входила в состав ныне упразднённого Первомайского сельского округа.

## География
Деревня расположена в 53 километрах к юго-западу от районного центра, города Западная Двина. Устье — последний населённый пункт на реке Торопа, находится в 2 километрах от её впадения в Западную Двину.
Часовой пояс
Деревня Устье, как и вся Тверская область, находится в часовой зоне МСК (московское время). Смещение применяемого времени относительно UTC составляет +3:00.

## Население
| 2010 |
| ---- |
| 1    |

Население по переписи 2002 года — 7 человек.
Национальный состав
Согласно результатам переписи 2002 года, в национальной структуре населения русские составляли 71 % от жителей.